# Ectmetopterus bicoloratus
Ectmetopterus bicoloratus (лат.) — вид клопов из семейства слепняков. Первоначально описан в составе рода Halticus.

## Описание
Блестящие широко-овальные клопы. Тело в прилегающих золотистых волосках. Длина тела имаго 2,5—3 мм. Имаго встречаются с середины июля по начало августа. Особи питаются на клевере.

## Распространение
Распространён на юге Приморского края.